# Khúc côn cầu trên cỏ tại Đại hội Thể thao Liên châu Mỹ 2019 – Đội hình Nữ
Bài viết này trình bày danh sách của tất cả các đội tuyển tham gia tại giải khúc côn cầu trên cỏ dành cho nữ tại Đại hội Thể thao Liên châu Mỹ 2019 ở Lima, Peru. Danh sách của một đội có thể có tối đa 16 vận động viên.
Tuổi và số lần khoác áo đội tuyển tính đến ngày 29 tháng 7 năm 2019 và các câu lạc bộ mà họ thi đấu trong mùa giải 2018–19.

## Bảng A

### Argentina
16 cầu thủ sau đây có tên trong đội tuyển Argentina, được công bố vào ngày 11 tháng 7 năm 2019.
Huấn luyện viên trưởng: Carlos Retegui
| STT | V.t | Cầu thủ                | Ngày sinh (tuổi)            | Số trận | Câu lạc bộ      |  |
| --- | --- | ---------------------- | --------------------------- | ------- | --------------- |  |
| 1   |     | Belén Succi            | 16 tháng 10, 1985 (33 tuổi) | 226     | CASI            |  |
|     |     |                        |                             |         |                 |  |
| 2   | DF  | Sofía Toccalino        | 20 tháng 3, 1997 (22 tuổi)  | 69      | St. Catherine's |  |
| 25  | DF  | Silvina D'Elía         | 25 tháng 4, 1986 (33 tuổi)  | 237     | GEBA            |  |
| 27  | DF  | Noel Barrionuevo       | 16 tháng 5, 1984 (35 tuổi)  | 320     | Newman          |  |
| 32  | DF  | Valentina Costa Biondi | 13 tháng 9, 1995 (23 tuổi)  | 14      | San Fernando    |  |
|     |     |                        |                             |         |                 |  |
| 4   | MF  | Rosario Luchetti (C)   | 4 tháng 6, 1984 (35 tuổi)   | 271     | Belgrano        |  |
| 5   | MF  | Agostina Alonso        | 1 tháng 10, 1995 (23 tuổi)  | 65      | Banco Nación    |  |
| 7   | MF  | Giselle Kañevsky       | 4 tháng 8, 1985 (33 tuổi)   | 134     | Hacoaj          |  |
| 18  | MF  | Victoria Sauze         | 21 tháng 7, 1991 (28 tuổi)  | 60      | River Plate     |  |
| 22  | MF  | Eugenia Trinchinetti   | 17 tháng 7, 1997 (22 tuổi)  | 82      | San Fernando    |  |
| 23  | MF  | Micaela Retegui        | 23 tháng 4, 1996 (23 tuổi)  | 18      | San Fernando    |  |
|     |     |                        |                             |         |                 |  |
| 11  | FW  | Carla Rebecchi         | 7 tháng 9, 1984 (34 tuổi)   | 300     | Ciudad          |  |
| 15  | FW  | María Granatto         | 21 tháng 4, 1995 (24 tuổi)  | 108     | Santa Bárbara   |  |
| 19  | FW  | Agustina Albertarrio   | 1 tháng 1, 1993 (26 tuổi)   | 143     | Lomas           |  |
| 21  | FW  | Victoria Granatto      | 9 tháng 4, 1991 (28 tuổi)   | 12      | Santa Bárbara   |  |
| 28  | FW  | Julieta Jankunas       | 20 tháng 1, 1999 (20 tuổi)  | 79      | Ciudad          |  |

Dự bị:
- Cristina Cosentino (TM)
- Priscila Jardel

### Canada
16 cầu thủ sau đây có tên trong đội tuyển Canada.
Huấn luyện viên trưởng: Giles Bonnet
| STT | V.t | Cầu thủ              | Ngày sinh (tuổi)           | Số trận | Câu lạc bộ             |  |
| --- | --- | -------------------- | -------------------------- | ------- | ---------------------- |  |
| 1   |     | Kaitlyn Williams     | 15 tháng 8, 1989 (29 tuổi) | 137     | CASI                   |  |
|     |     |                      |                            |         |                        |  |
| 8   | DF  | Elise Wong           | 21 tháng 1, 1998           | 13      | Princeton University   |  |
| 9   | DF  | Danielle Hennig      | 23 tháng 12, 1990          | 188     | Royal Victory          |  |
| 14  | DF  | Karli Johansen       | 26 tháng 3, 1992           | 133     | Royal Léopold          |  |
| 17  | DF  | Sara McManus         | 14 tháng 8, 1993           | 175     | KHC Leuven             |  |
| 25  | DF  | Shanlee Johnston     | 5 tháng 2, 1990            | 115     | Gantoise               |  |
|     |     |                      |                            |         |                        |  |
| 6   | MF  | Anna Mollenhauer     | 18 tháng 9, 1999           | 14      | University of Victoria |  |
| 16  | MF  | Natalie Sourisseau   | 5 tháng 12, 1992           | 141     | THC Hurley             |  |
| 21  | MF  | Amanda Woodcroft     | 9 tháng 10, 1993           | 115     | KHC Leuven             |  |
| 22  | MF  | Madeline Secco       | 15 tháng 3, 1994           | 127     | Royal Victory          |  |
|     |     |                      |                            |         |                        |  |
| 3   | FW  | Katherine Wright (C) | 14 tháng 8, 1989           | 216     | KHC Leuven             |  |
| 11  | FW  | Rachel Donohoe       | 17 tháng 10, 1994          | 76      | Gantoise               |  |
| 13  | FW  | Hannah Haughn        | 4 tháng 9, 1994            | 179     | Royal Victory          |  |
| 19  | FW  | Holly Stewart        | 18 tháng 5, 1993           | 92      | Hockey Namur           |  |
| 23  | FW  | Brienne Stairs       | 22 tháng 12, 1989          | 163     | KHC Leuven             |  |
| 26  | FW  | Stephanie Norlander  | 20 tháng 12, 1995          | 114     | KHC Leuven             |  |

### Cuba
Các cầu thủ sau đây có tên trong đội tuyển Cuba.
Huấn luyện viên trưởng: Nelson Ginorio Vega
1. Yusnaidy Betancourt (TM)
2. Yurismailis Garcia (TM)
3. Sunaylis Nikle (C)
4. Roseli Harrys
5. Arlettis Tirse
6. Brizaida Ramos
7. Leticia Fernandez
8. Yunia Milanes
9. Yuraima Vera
10. Yadira Miclin
11. Jennifer Martinez
12. Jessica Ortiz
13. Yeskenia Gutierre
14. Yurima Soria
15. Yurisleydis Reyes
16. Lismary Gonzalez

### Uruguay
Các cầu thủ sau đây có tên trong đội tuyển Uruguay.
Huấn luyện viên trưởng: Nicolás Tixe
1. Constance Schmidt-Liermann (TM)
2. Manuela Vilar
3. Pilar Oliveros
4. Camila de Maria
5. Constanza Barrandeguy
6. Janine Stanley
7. Anastasia Olave
8. Agustina Taborda
9. Magdalena Gomez
10. Clementina Cristiani
11. Teresa Viana
12. Agustina Nieto (C)
13. Soledad Villar
14. Camila Piazza
15. Agustina Prattes
16. Jimena Garcia
17. Georgina Petrik
18. Maria Bate (TM)

## Bảng B

### Chile
16 cầu thủ sau đây có tên trong đội tuyển Chile.
Huấn luyện viên trưởng: Diego Amoroso
| STT | V.t | Cầu thủ               | Ngày sinh (tuổi)            | Số trận | Câu lạc bộ                   |  |
| --- | --- | --------------------- | --------------------------- | ------- | ---------------------------- |  |
| 1   |     | Claudia Schüler       | 28 tháng 11, 1987 (31 tuổi) | 213     | Club an der Alster           |  |
|     |     |                       |                             |         |                              |  |
| 3   | DF  | Fernanda Villagran    | 12 tháng 8, 1997 (21 tuổi)  | 56      | Club Manquehue               |  |
| 4   | DF  | Catalina Barahona     | 2 tháng 1, 1994 (25 tuổi)   | 31      | ODU Monarchs                 |  |
| 6   | DF  | Fernanda Flores       | 14 tháng 9, 1993 (25 tuổi)  | 155     | Universidad Católica         |  |
| 13  | DF  | Camila Caram (C)      | 22 tháng 4, 1989 (30 tuổi)  | 225     | Prince of Wales Country Club |  |
| 16  | DF  | Constanza Palma       | 29 tháng 3, 1992 (27 tuổi)  | 159     | Universidad Católica         |  |
|     |     |                       |                             |         |                              |  |
| 5   | MF  | Denise Krimerman      | 4 tháng 7, 1994 (25 tuổi)   | 148     | Old Reds                     |  |
| 8   | MF  | Carolina García       | 21 tháng 3, 1985 (34 tuổi)  | 245     | Prince of Wales Country Club |  |
| 19  | MF  | Agustina Solano       | 5 tháng 4, 1995 (24 tuổi)   | 45      | Universidad Católica         |  |
| 20  | MF  | Francisca Parra       | 6 tháng 10, 1999 (19 tuổi)  | 20      | Universidad Católica         |  |
| 25  | MF  | María Maldonado       | 13 tháng 8, 1997 (21 tuổi)  | 49      | Prince of Wales Country Club |  |
|     |     |                       |                             |         |                              |  |
| 2   | FW  | Sofía Walbaum         | 18 tháng 5, 1989 (30 tuổi)  | 203     | Prince of Wales Country Club |  |
| 9   | FW  | Kim Jacob             | 5 tháng 8, 1996 (22 tuổi)   | 60      | Club Manquehue               |  |
| 10  | FW  | Manuela Urroz         | 24 tháng 9, 1991 (27 tuổi)  | 187     | Royal Antwerp                |  |
| 21  | FW  | Josefa Villalabeitia  | 12 tháng 10, 1990 (28 tuổi) | 171     | Prince of Wales Country Club |  |
| 30  | FW  | Consuelo de las Heras | 22 tháng 9, 1995 (23 tuổi)  | 34      | S.M.O.G.                     |  |

Dự bị:
- Mariana Lagos
- Natalia Salvador (TM)

### Mexico
16 cầu thủ sau đây có tên trong đội tuyển Mexico.
Huấn luyện viên trưởng: Arely Castellanos
1. Jesús Castillo (TM)
2. Mireya Bianchi
3. Mayra Lacheno
4. Maribel Acosta
5. Karen González
6. Cindy Correa
7. María Correa
8. Michel Navarro (C)
9. Jennifer Valdés
10. Montserrat Inguanzo (TM)
11. Ana Juárez
12. Marlet Correa
13. Arlette Estrada
14. Fernanda Oviedo
15. Nathalia Nava
16. Karen Orozco

### Peru
16 cầu thủ sau đây có tên trong đội tuyển Peru.
Huấn luyện viên trưởng: Patricio Martínez
1. Chiara Conetta (TM)
2. Camila Levaggi
3. Solange Alonso
4. Geraldine Quino
5. Claudia Ardiles
6. María José Fermi (C)
7. Marina Montes
8. Nicole Cueva
9. Yurandi Quino
10. Marianella Álvarez
11. Camila Méndez
12. Ana Palomino (TM)
13. María Jiménez
14. Malen Moccagatta
15. Victoria Montes
16. Daniela Ramírez

### Hoa Kỳ
16 cầu thủ sau đây có tên trong đội tuyển Hoa Kỳ, được công bố vào ngày 9 tháng 7 năm 2019.
Huấn luyện viên trưởng: Janneke Schopman
| STT | V.t | Cầu thủ              | Ngày sinh (tuổi)           | Số trận | Câu lạc bộ                  |  |
| --- | --- | -------------------- | -------------------------- | ------- | --------------------------- |  |
| 31  |     | Kelsey Bing          | 1 tháng 10, 1997 (21 tuổi) | 14      | Texas Pride                 |  |
|     |     |                      |                            |         |                             |  |
| 5   | MF  | Casey Umstead        | 16 tháng 2, 1996 (23 tuổi) | 15      | X-Calibur                   |  |
| 12  | MF  | Amanda Magadan       | 28 tháng 3, 1995 (24 tuổi) | 67      | Rapid Fire Elite            |  |
| 14  | MF  | Julia Young          | 8 tháng 5, 1995 (24 tuổi)  | 44      | Focus Field Hockey Club     |  |
| 20  | MF  | Ali Froede           | 8 tháng 4, 1993 (26 tuổi)  | 81      | Rampage                     |  |
| 28  | MF  | Caitlin van Sickle   | 26 tháng 1, 1990 (29 tuổi) | 138     | First State Diamonds        |  |
| 29  | MF  | Alyssa Manley        | 27 tháng 5, 1994 (25 tuổi) | 114     | Sutters Brigade & High Styx |  |
|     |     |                      |                            |         |                             |  |
| 2   | MF  | Lauren Moyer         | 13 tháng 5, 1995 (24 tuổi) | 63      | Nook Hockey                 |  |
| 13  | MF  | Ashley Hoffman       | 8 tháng 11, 1996 (22 tuổi) | 58      | X-Calibur                   |  |
| 16  | MF  | Linnea Gonzales      | 15 tháng 8, 1997 (21 tuổi) | 18      | H2O Field Hockey            |  |
| 17  | MF  | Anna Dessoye         | 13 tháng 7, 1994 (25 tuổi) | 44      | Valley Styx                 |  |
| 23  | MF  | Mackenzie Allessie   | 6 tháng 3, 2001 (18 tuổi)  | 17      | Alleycats                   |  |
|     |     |                      |                            |         |                             |  |
| 1   | FW  | Erin Matson          | 17 tháng 3, 2000 (19 tuổi) | 54      | WC Eagles                   |  |
| 4   | FW  | Danielle Grega       | 2 tháng 7, 1996 (23 tuổi)  | 18      | KaPow & PA Elite FHC        |  |
| 24  | FW  | Kathleen Sharkey (C) | 30 tháng 4, 1990 (29 tuổi) | 166     | Valley Styx                 |  |
| 26  | FW  | Margaux Paolino      | 1 tháng 7, 1997 (22 tuổi)  | 21      | X-Calibur                   |  |

Dự bị:
- Alyssa Parker
- Kealsie Robles (TM)